# Neuhaidhof
Neuhaidhof (oberfränkisch: Neuhadhuf oder Pelzdorf) ist ein Gemeindeteil der Stadt Creußen im Landkreis Bayreuth (Oberfranken, Bayern). Neuhaidhof liegt in der Gemarkung Haidhof.

## Lage
Westlich des Dorfes grenzt das Waldgebiet Hohenwart an. Die Staatsstraße 2120 führt nach Engelmannsreuth (1,8 km südlich) bzw. nach Althaidhof (0,5 km nördlich).

## Geschichte
Der Ort wurde 1396/99 als „Bechofen“ erstmals urkundlich erwähnt. 1488 empfing Michael von Wirsberg „Pechhofen“ als Lehen. 1794 ließ der Amtmann Anton Neuper von Creußen den Pechhof als „Neuhaidhof“ wieder erstehen, d. h., dass der Ort zuvor zur Wüstung wurde. In der Fraisch unterstand der Ort dem brandenburg-bayreuthischen Kasten- und Stadtvogteiamt Creußen. Von 1791/92 bis 1810 unterstand Neuhaidhof dem preußische Justiz- und Kammeramt Pegnitz.
Mit dem Gemeindeedikt (frühes 19. Jahrhundert) wurde Neuhaidhof dem Steuerdistrikt Haidhof und der Ruralgemeinde Haidhof zugewiesen. Im Rahmen der Gebietsreform in Bayern wurde Neuhaidhof am 1. Mai 1978 in die Stadt Creußen eingegliedert.